# 150-я танковая бригада СС
150-я танковая бригада СС (нем. 150. SS-Panzer-Brigade) — специальное диверсионное подразделение войск СС нацистской Германии периода Второй мировой войны. Бригада была сформирована в декабре 1944 года для проведения секретной диверсионной операции «Гриф».

## История

### Формирование бригады

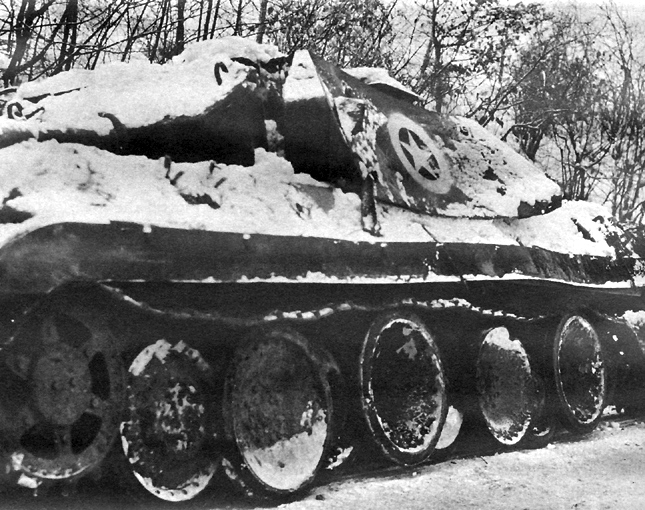
Подбитый немецкий танк «Пантера», замаскированный под M10 (САУ)

В конце октября 1944 г. после успешного завершения операции в Будапеште оберштурмбаннфюреру СС Отто Скорцени было поручено создать специальное диверсионное подразделение для участия в Арденнском наступлении. Создаваемое подразделение было названо 150-й танковой бригадой. В состав бригады отбирались военнослужащие вермахта и войск СС со знанием английского языка. Личный состав бригады был надёрган из различных частей — два батальона из парашютного полка ВВС особого назначения (полк находился в составе боевой эскадрильи № 200), две роты из 600-го парашютного батальона СС и рота из истребительного соединения СС «Митте». Кроме этого, вермахт передал в бригаду ряд специальных подразделений (артиллеристы, экипажи танков и штурмовых орудий). Создание бригады проходило на полигоне Графенвёр, её общая численность к концу формирования составила 2676 человек: 2138 рядовых, 448 унтер-офицеров и 90 офицеров.
Состав бригады был разделён на три боевые группы: «X», «Y», «Z» и отряд «Штилау» (150 человек с твёрдым знанием английского языка). 14 декабря 1944 г. бригада прибыла в район Мюнстерайфеля, а затем была распределена по участкам действия 1-й и 12-й танковых дивизий СС и 12-й народной пехотной дивизии. Личный состав бригады получил трофейную американскую униформу, кроме этого в бригаду было передано незначительное количество имеющейся трофейной техники. В бригаде имелось: 2 танка M4 Sherman (из 28 запрашиваемых), 3 американских САУ M10 Wolverine (из 24 запрашиваемых), 16 немецких БТР (Sd Kfz 251/1, Sd Kfz 250/1, Sd Kfz 234/1) и 16 американских БТР (M3, M8, M20), 55 немецких и 21 американский мотоцикл, 28 джипов, 177 немецких и 15 американских грузовиков, 1 немецкий и 1 американский тягач, а также 12 «Пантер», которые перекрасили и переделали так, чтобы те имели схожесть с САУ М10 (позднее Скорцени вспоминал: «Лишь юный янки-рекрут в темноте и на большом расстоянии мог принять наши танки за свои»).

### Начало операции
16 декабря 1944 года три немецкие армии (7-я полевая, 5-я и 6-я танковые армии) Группы армий «Б» под командованием генерала-фельдмаршала Вальтера Моделя прорвали линию фронта. Танки шли на запад — к реке Маас. На острие танкового клина находились немецкие диверсионные группы из бойцов, владеющих английским языком и одетых в форму армии США. Они незаметно вливались в поток отступавших англо-американских войск, вносили хаос и дезорганизацию. «Ложные американцы» специально отдавали бестолковые приказы, меняли регулировщиков на постах, указывая неверное направление движения войск, уничтожали дорожные указатели, минировали шоссе и железнодорожные пути, нарушали телефонную связь, уничтожали таблички, предупреждавшие о минных полях, взрывали или захватывали склады с боеприпасами и горючим.
Однако, в первый же день операции подорвался на мине командир подразделения «X» оберштурмбаннфюрер Хардик. На второй день операции попала в плен одна из групп. При обыске у офицера нашли комплект плана операции «Гриф» и операция перестала быть секретной. Американские посты и караулы были усилены, а вскоре и отступление американских войск сменилось оборонительными боями и планомерным отходом.

### Отряд «Штилау»
Личный состав отряда «Штилау» был распределён между упоминавшимися дивизиями 1-го танкового корпуса СС и боевыми группами бригады X, Y и Z. В качестве транспорта, для максимальной мобильности, отряд имел трофейные американские джипы. Диверсанты отряда шли в наступление впереди дивизий СС, изображая из себя отступающие американские подразделения. Части отряда добились некоторых тактических успехов, а благодаря некоторым группам диверсантов в тылу англо-американских войск возникла настоящая паника.
Потери отряда «Штилау» неизвестны, но восемнадцать пленных диверсантов отряда были расстреляны американцами в Анри-Шапель.

### Расформирование бригады
После того, как операция перестала быть секретной, уже 20 декабря 1944 года 150-ю бригаду отправили в наступление на город Мальмеди как обычную фронтовую часть. Подразделения бригады были собраны у Линьевилля и начали готовиться к захвату шоссейного перекрёстка у Мальмеди. 21 декабря группы X и Y пошли в атаку на Мальмеди. Из допросов пленных американцы уже знали о готовящейся атаке и должным образом подготовились. Бригада натолкнулась на крепкую оборону, и несмотря на все усилия, к вечеру 22 декабря её наступление захлебнулось и она вернулась на исходные позиции. К 28 декабря 1944 года 150-я бригада потеряла две трети личного состава и почти всю технику. Командир бригады был ранен, а командир одной из боевых групп погиб. Бригада была отправлена в Графенвёр и расформирована. Оставшиеся в живых вернулись в свои части. 3 января англо-американские войска перешли в наступление, и уже немецкая армия начала отступать.

## Местонахождение
- Декабрь 1944 (Арденны)

## Командиры
- Оберштурмбаннфюрер СС Отто Скорцени (14 — 28 декабря 1944)

## Состав
- Боевая группа «X»
- Боевая группа «Y»
- Боевая группа «Z»
- Отряд «Штилау»